# Julia Laukström
Julia Laukström, född 8 april 2003, är en svensk fotbollsspelare som spelar för Gamla Upsala SK.

## Karriär
Laukström började spela fotboll som femåring i Bollstanäs SK. Hon gjorde 14 år gammal A-lagsdebut för klubben i division 1 norra Svealand 2017, och lämnade efter säsongen Bollstanäs för AIK.
Efter flera år i AIK:s olika flicklag gjorde hon hösten 2020 A-lagsdebut för klubben i elitettan, och efter säsongen skrev hon på ett treårskontrakt över säsongen 2023. Säsongen 2022 lånades hon ut till Gamla Upsala SK. Efter säsongen 2023 lämnade Laukström AIK.
Inför säsongen 2024 skrev Laukström på för Gamla Upsala SK, dit hon tidigare varit utlånad under både 2022 och 2023.
Laukström spelade 2019 två U17-landskamper för Sverige.